# محمود ذو الفقار
محمود ذو الفقار (18 فبراير 1914 - 22 مايو 1970)، مخرج وممثل ومؤلف سينمائي مصري مشهور راحل. قدَّم أكثر من مئة فيلم في السينما المصرية مخرجًا ومؤلفا ومنتجا وممثلًا.

## النشأة
وُلد محمود قصدي أحمد مراد ذو الفقار في طنطا عام 1914 فوالده هو أحمد بك مراد ذو الفقار وكان اميرالاي (عميد) شرطة ووالدته نبيلة هانم ذو الفقار وله أشقاء عملوا بالفن هما الفنانين الراحلين عز الدين ذو الفقار وصلاح ذو الفقار. وهو أول من دخل مجال الفن في عائلة ذو الفقار.

## الحياة العملية
حصل على دبلوم العمارة عام 1935 وعمل كمهندساً معماريًا في قسم التصميمات في وزارة الأشغال ثم وزارة الأوقاف والتي وضعته على بداية الطريق الفني بمحض الصدفة بدون أي تخطيط مُسبق، حيث التقى هناك بالمخرج حسين فوزي الذي رشحه لبطولة فيلم بياعة التفاح عام 1937 وإنطلق بعدها في عالم الفن.

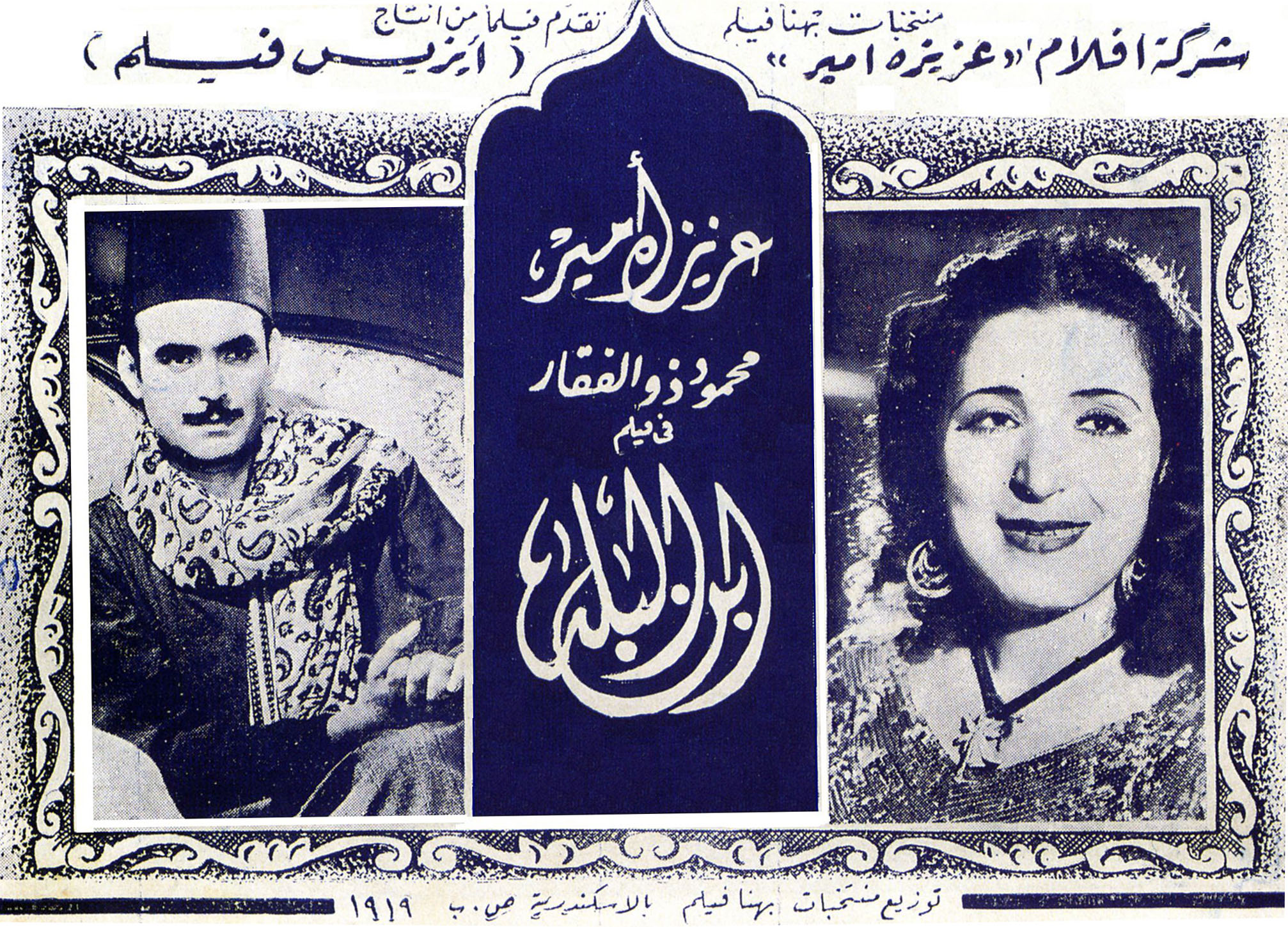
محمود ذو الفقار في فيلم ابن البلد (1942)

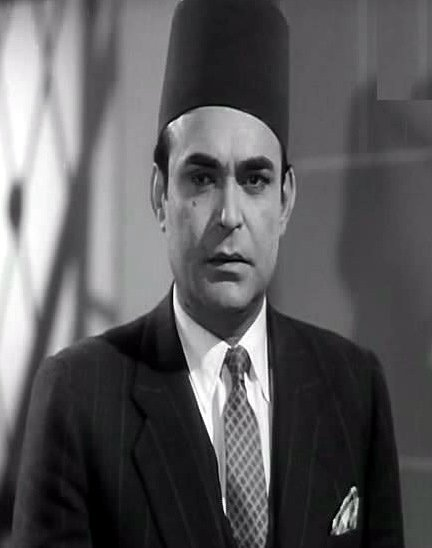
محمود ذو الفقار في فيلم الليل لنا (1949)

شارك محمود ذو الفقار في العديد من الأعمال التي تركت علامات بارزة في تاريخ السينما المصرية، فقد كان فنانًا شاملًا حيث أنه مثَّل وأخرج وأنتج وقام بتأليف العديد من الأعمال، ووصلت مشاركاته سواء مؤلف أو مخرج أو ممثل أو منتج إلى أكثر من 100 عمل سينمائي مابين 1937 إلي عام 1970.
قام محمود ذو الفقار بتأليف العديد من الأفلام المهمة منها لا تذكرينى (1961) والمراهق الكبير (1961) وامرأة في دوامة (1963) وقام بكتابة سيناريو للعديد من الأفلام منها عودة طاقية الإخفاء (1946) وأخلاق للبيع (1950) وشباب اليوم (1958) وتوبة (1959) وثمن الحب (1964).
أنشأ محمود ذو الفقار مع الممثلة والمنتجة عزيزة أمير شركة للإنتاج، وقاموا بإنتاج أول فيلم هدية (1947) وقدَّموا المطربة والممثلة نجاة الصغيرة في أول أعمالها في مرحلة الطفولة وكان ثاني أفلام ذو الفقار كمخرج. وعَمِل مع جميع فناني مصر وله كثير من الأفلام الهادفة ورصيده يصل الي 44 فيلم سواءً رومانسي أو كوميدي أو درامي. ويحسب له جرأته ومغامرته بالوجوه الجديد التي طرحها في السينما المصرية، ومنهم الفنان فؤاد المهندس الذي بدأ رحلته السينمائية ممثلاً مغموراً عام 1952 إلا أن ذو الفقار منحه البطولة في فيلم بنت الجيران (1954) أمام الفنانة شادية. وقد غامر ذو الفقار بإعطاء دور البطولة لأول مرة للممثل الشاب أحمد مظهر في فيلم رحلة غرامية، وكان الفيلم بداية انطلاقه في عالم السينما. وأعطي محمود ذو الفقار فرصة ذهبية لشادية كي تقدم أول دور مختلف في حياتها الفنية في فيلم المرأة المجهولة (1959)، وراهن عليها وبالفعل نجح الفيلم وكان نقطة تحول في مشوار شادية السينمائي. كممثل هو يُعد من رواد التمثيل، فهو أول من شارك المطربة سعاد محمد في أول أفلامها، فتاة من فلسطين (1948).

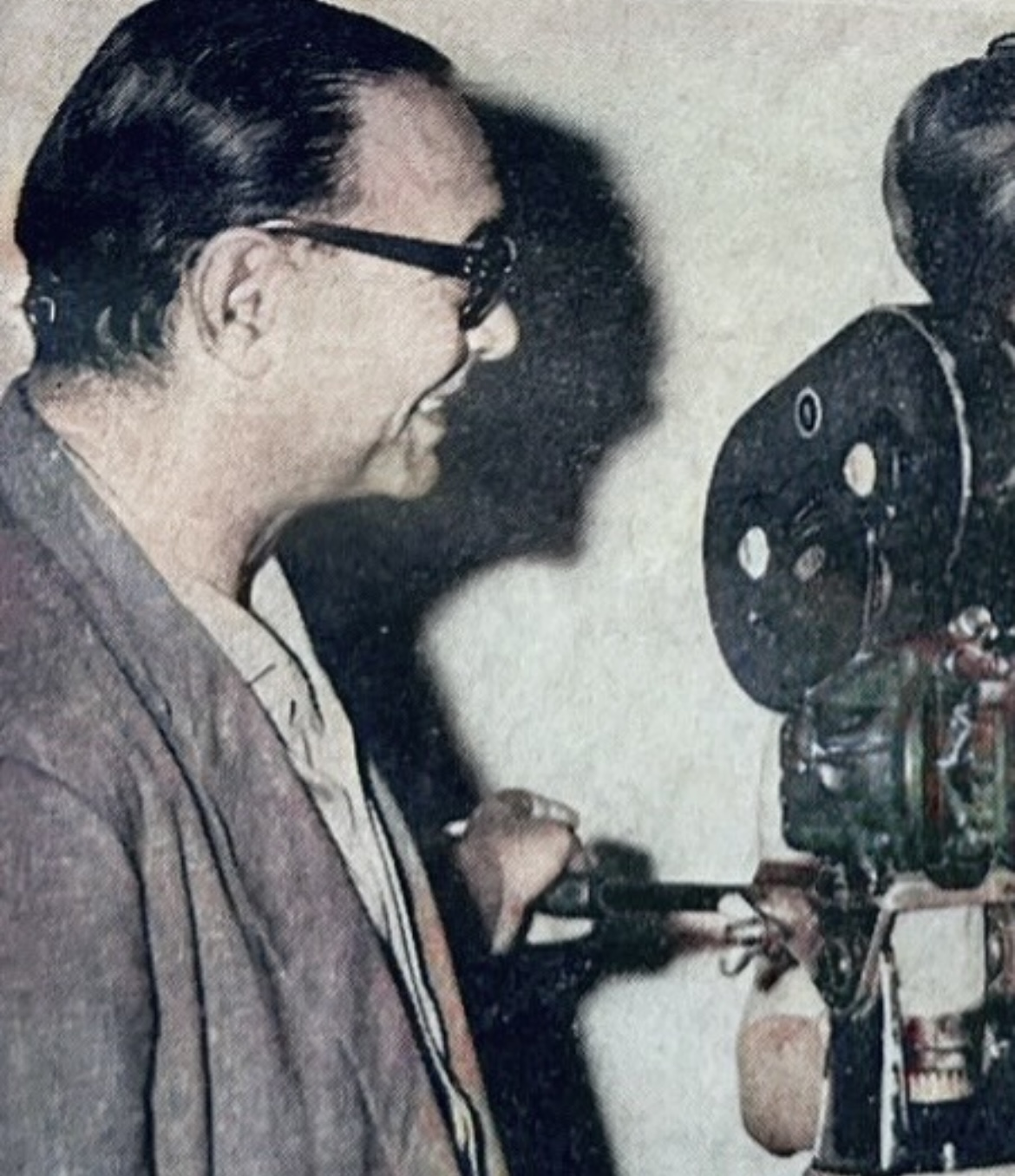
محمود ذو الفقار خلف الكاميرا أثناء تصوير فيلم روعة الحب (1968)

من أبرز أفلام محمود ذو الفقار كمخرج، فتاة من فلسطين (1948)، خدعني أبي (1951)، المرأة المجهولة (1959)، والرباط المقدس (1960) عن رواية الأديب توفيق الحكيم، وفيلم الأيدي الناعمة (1963)، واُختير في قائمة أفضل مئة فيلم في تاريخ السينما المصرية، وللرجال فقط (1964) والفيلم الرومانسي أغلى من حياتي (1965)، والخروج من الجنة (1967) وفيلم رجال بلا ملامح (1972) والذي عُرض بعد وفاته.

## الحياة الأسرية
تزوج محمود ذو الفقار من الفنانة عزيزة أمير عام 1940 وظلت زوجته حتي وفاتها عام 1952 وأصيب ذو الفقار بصدمة شديدة في ذلك الوقت عندما تركته زوجته ورحلت عن عالمنا، حتى أنه قرر اعتزال الفن والعودة إلى العمل في مجال الهندسة مرة أخرى، لأنه كان يعمل لأجلها ولأجل أن يكون بجانبها، ولكنه تراجع عن القرار بعد فترة طويلة من التفكير.
ثم تزوج من الفنانة مريم فخر الدين في عام 1952 وكانت قاسمًا مشتركًا في أغلب أفلامه وأنتج وأخرج لها العديد من الأعمال السينمائية وعاشا سويًا لمدة 8 سنوات وتم الانفصال في عام 1960 وله منها ابنة واحدة هي إيمان ذو الفقار.

## وفاته
توفي محمود ذو الفقار في 22 مايو 1970 في القاهرة عن عمر يناهز 56 عامًا بعد أزمة قلبية مفاجئة.

## وصلات خارجية
- محمود ذو الفقار على موقع IMDb (الإنجليزية)
- محمود ذو الفقار على موقع الدهليز
- محمود ذو الفقار على موقع قاعدة بيانات الأفلام العربية
- محمود ذو الفقار على موقع أول موفي (الإنجليزية)
- محمود ذو الفقار على موقع قاعدة بيانات الفيلم (الإنجليزية)
- محمود ذو الفقار على موقع كينوبويسك (الروسية)